# Liste der Nummer-eins-Hits in Finnland (1966)
Dies ist eine Liste der Nummer-eins-Hits in Finnland im Jahr 1966. Sie basiert auf den offiziellen Single Top und den Album Top, die im Auftrag von Musiikkituottajat, der finnischen Landesgruppe der IFPI, erstellt werden.

## Singles
| | Liste der Nummer-eins-Hits in Finnland | Liste der Nummer-eins-Hits in Finnland | Liste der Nummer-eins-Hits in Finnland                         | 1967 →                    |
| \| Zeitraum \| Wo. ges. \| Interpret \| Titel Autor(en) \| Zusätzliche Informationen \| \| (Zeitraum, Wochen auf Platz eins, Interpret, Titel, Autor[en], zusätzliche Informationen) \| \| \| \| \| \| ----------------------------------------------------------------------------------------- \| -------- \| ------------------- \| -------------------------------------------------------------- \| ------------------------- \| \| Dezember 1965 – Januar 1966 2 Monate \| 2 \| The Beatles \| Yesterday Lennon/McCartney \| – \| \| Februar 1966 – Mai 1966 4 Monate \| 4 \| Tapio Rautavaara \| Häävalssi \| – \| \| Juni 1966 – August 1966 3 Monate \| 3 \| Danny \| Vähän ennen kyyneleitä \| – \| \| September 1966 1 Monat \| 1 \| The Lovin' Spoonful \| Summer in the City John Sebastian, Mark Sebastian, Steve Boone \| – \| \| Oktober 1966 – Januar 1967 4 Monate \| 4 \| Sonny and Cher \| Little Man Sonny Bono \| – \| |                                        |                                        |                                                                |                           |
| |                                        |                                        |                                                                | → 1967 →                  |
| Zeitraum | Wo. ges.                               | Interpret                              | Titel Autor(en)                                                | Zusätzliche Informationen |
| (Zeitraum, Wochen auf Platz eins, Interpret, Titel, Autor[en], zusätzliche Informationen) |                                        |                                        |                                                                |                           |
| Dezember 1965 – Januar 1966 2 Monate | 2                                      | The Beatles                            | Yesterday Lennon/McCartney                                     | –                         |
| Februar 1966 – Mai 1966 4 Monate | 4                                      | Tapio Rautavaara                       | Häävalssi                                                      | –                         |
| Juni 1966 – August 1966 3 Monate | 3                                      | Danny                                  | Vähän ennen kyyneleitä                                         | –                         |
| September 1966 1 Monat | 1                                      | The Lovin' Spoonful                    | Summer in the City John Sebastian, Mark Sebastian, Steve Boone | –                         |
| Oktober 1966 – Januar 1967 4 Monate | 4                                      | Sonny and Cher                         | Little Man Sonny Bono                                          | –                         |

## Alben
| | Liste der Nummer-eins-Hits in Finnland | Liste der Nummer-eins-Hits in Finnland | Liste der Nummer-eins-Hits in Finnland | 1967 →                    |
| \| Zeitraum \| Wo. ges. \| Interpret \| Titel \| Zusätzliche Informationen \| \| (Zeitraum, Wochen auf Platz eins, Interpret, Titel, zusätzliche Informationen) \| \| \| \| \| \| ------------------------------------------------------------------------------ \| -------- \| ------------------ \| ------------------ \| ------------------------- \| \| Januar 1966 – März 1966 3 Monate \| 3 \| The Beatles \| Rubber Soul \| – \| \| April 1966 1 Monat \| 1 \| Irwin Goodman \| Irwinismi \| – \| \| Mai 1966 – Juli 1966 3 Monate \| 3 \| The Rolling Stones \| Aftermath \| – \| \| August 1966 – Oktober 1966 3 Monate \| 3 \| The Beatles \| Revolver \| – \| \| November 1966 – Dezember 1966 2 Monate \| 2 \| (Soundtrack) \| The Sound of Music \| – \| |                                        |                                        |                                        |                           |
| |                                        |                                        |                                        | → 1967 →                  |
| Zeitraum | Wo. ges.                               | Interpret                              | Titel                                  | Zusätzliche Informationen |
| (Zeitraum, Wochen auf Platz eins, Interpret, Titel, zusätzliche Informationen) |                                        |                                        |                                        |                           |
| Januar 1966 – März 1966 3 Monate | 3                                      | The Beatles                            | Rubber Soul                            | –                         |
| April 1966 1 Monat | 1                                      | Irwin Goodman                          | Irwinismi                              | –                         |
| Mai 1966 – Juli 1966 3 Monate | 3                                      | The Rolling Stones                     | Aftermath                              | –                         |
| August 1966 – Oktober 1966 3 Monate | 3                                      | The Beatles                            | Revolver                               | –                         |
| November 1966 – Dezember 1966 2 Monate | 2                                      | (Soundtrack)                           | The Sound of Music                     | –                         |

Siehe auch: Nummer-eins-Hits 1966 in  Australien, Belgien, Deutschland, Frankreich, Irland, Italien, Kanada, Neuseeland, den Niederlanden, Norwegen, Österreich, Spanien, den Vereinigten Staaten und im Vereinigten Königreich.